# Акароспора
Акароспора (лат. Acarospora) — род лишайников семейства Акароспоровые (Acarosporaceae). Включает более 300 видов.

## Описание

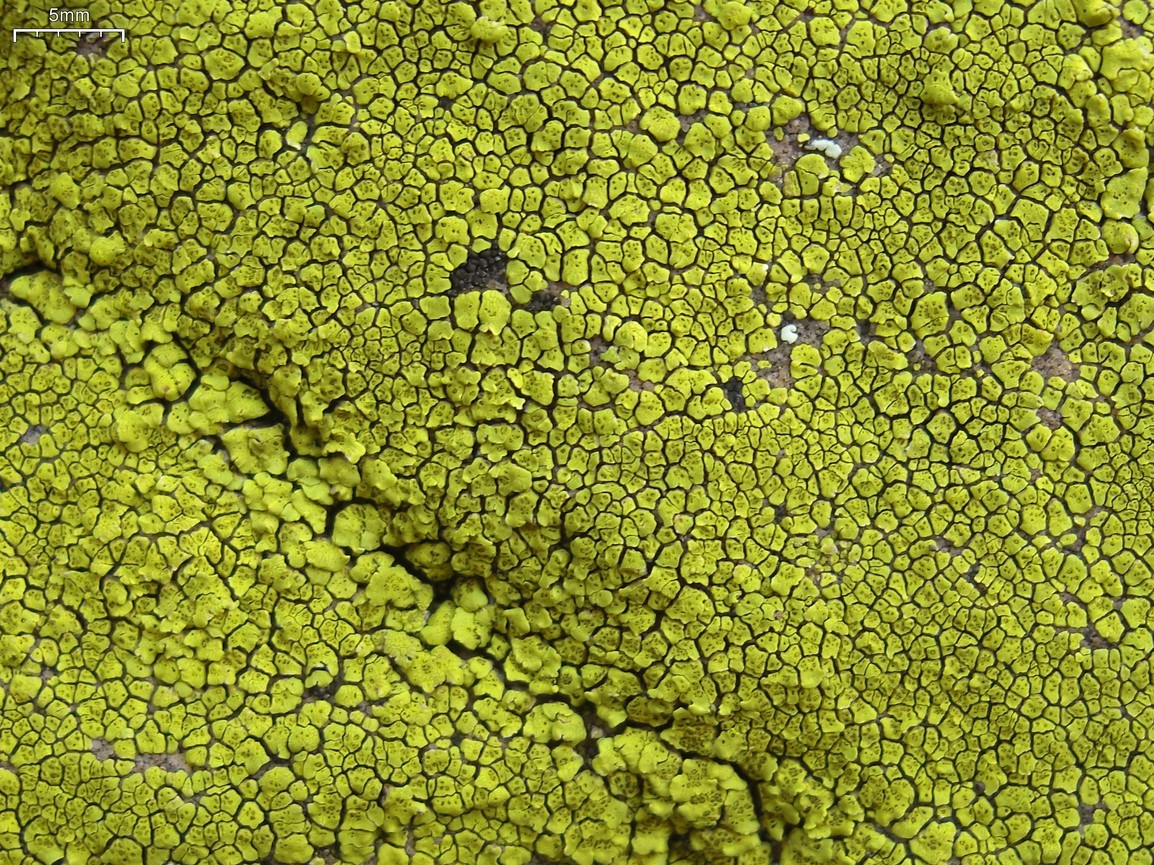
Acarospora socialis

Слоевище накипное, имеет вид сплошной растрескавшейся корочки или отдельных близко посаженных чешуек. Окраска беловато-сероватая, желтоватая, коричневая; поверхность матовая или блестящая, гладкая или шершавая. Ризоиды отсутствуют; слоевище прикрепляется к субстрату при помощи гиф, отходящих от середины, и подслоевища. Апотеции погружены в ячейки слоевища, реже выступают. Сумки вздутые, со множеством одноклеточных бесцветных спор. Соредии и изидии не образуются. Парафизы свободные или сросшиеся, простые, членистые. Фотобионт — зелёная водоросль требуксия.

## Ареал
Виды рода широко распространены в обоих полушариях. Обитают в различных климатических зонах, от тундр до пустынь, однако предпочитают аридные и горные районы. В России около 40 видов, в том числе Acarospora fuscata, Acarospora glaucocarpa, Acarospora heppii, Acarospora oligospora, Acarospora sinopica. Из них Acarospora fuscata встречается по всей Европе, в Северной Америке и Азии; Acarospora glaucocarpa широко распространена по всему Северному полушарию.

## Среда обитания
Растут преимущественно на камнях: силикатных и известковых скалах, сланцах, песчаниках, гипсах. На почвах встречаются реже; предпочитают солонцеватые. Могут расти на слоевищах других лишайников, очень редко на древесине и мхах.